# Grip (corvo)
Grip (1839 – Londra, 12 marzo 1841) era una femmina di corvo parlante tenuto come animale domestico da Charles Dickens. Fu la base per l'omonimo personaggio del romanzo di Dickens del 1841 Barnaby Rudge e si ritiene che abbia ispirato l'uccello eponimo del poema Il corvo di Edgar Allan Poe del 1845.

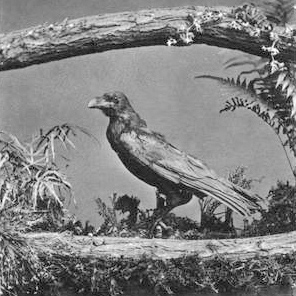
Foto di Grip imbalsamata

Viveva con la famiglia Dickens nella loro casa al numero 1 di Devonshire Terrace, a Marylebone. Era in grado di ripetere diverse frasi, seppelliva monete e formaggio in giardino e spesso mordeva le persone, compresi il cocchiere e i bambini. A seguito di un incidente in cui Grip morse uno dei bambini di Dickens, fu relegata nella rimessa.
Morì nel 1841, forse per avvelenamento da piombo, dopo aver consumato una grande quantità di vernice al piombo. Dopo una necroscopia, Dickens la fece imbalsamare e montare. Fu esposta sopra la scrivania del suo studio e la sostituì con un altro corvo che chiamò sempre Grip. I suoi resti passarono nelle mani di diversi collezionisti dopo la morte di Dickens e sono ora esposti nel Dipartimento dei Libri Rari della Parkway Central Library di Philadelphia.

## Vita a Londra

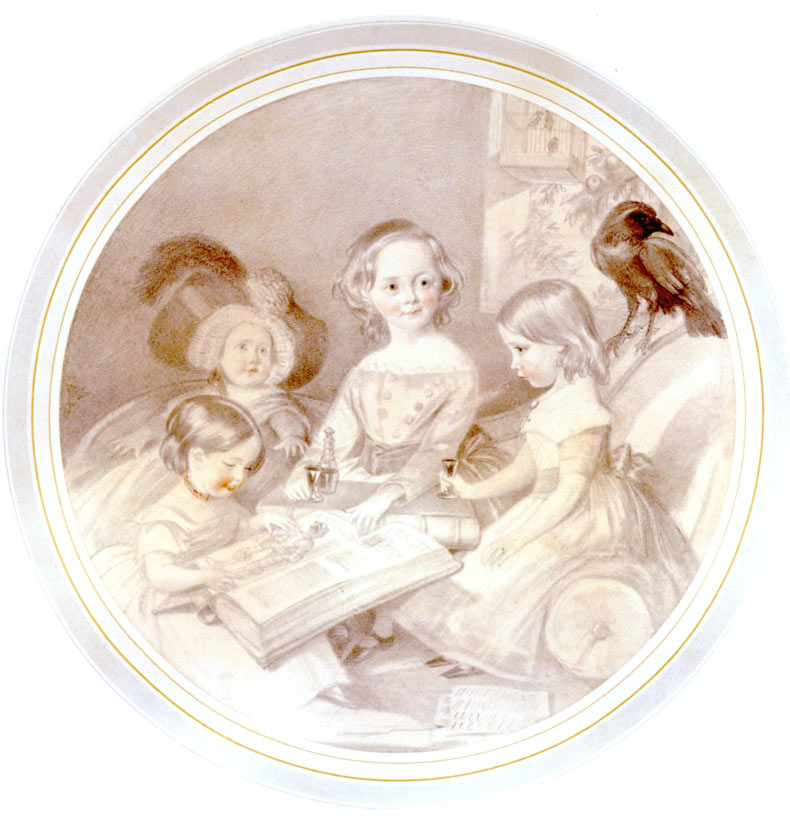
Un ritratto dei figli di Dickens di Daniel Maclise, con quello che probabilmente è il terzo corvo di nome Grip.

Grip era un esemplare di corvo imperiale, nata in Inghilterra intorno al 1839. Charles Dickens avrebbe preso in considerazione l'idea di includere un corvo come personaggio nel suo romanzo Barnaby Rudge già nel 1839. Dopo aver annunciato ai suoi vicini di avere una passione per i corvi, Grip fu scoperto in una “modesta pensione” a Londra da Frederick Ash e consegnato a Dickens.
Dickens chiamò il corvo Grip e lei visse con la famiglia Dickens al numero 1 di Devonshire Terrace, a Marylebone, vicino a Regent's Park. La prima menzione di Grip si trova in una lettera di Dickens all'amico Daniel Maclise del 13 febbraio 1840, in cui scherzava: “Non amo nessuno qui, tranne il corvo, e lo amo solo perché sembra non avere sentimenti in comune con nessuno".
Grip era trattata come un animale domestico nella casa di Dickens: le era permesso di vagare liberamente come un gatto o un cane. Raggiunse i 18 pollici (46 cm) di lunghezza e la sua apertura alare era di almeno 25 pollici (64 cm).
Era un uccello parlante e conosceva diverse frasi, la sua preferita era "halloa old girl". Potrebbe anche aver usato alcune delle frasi utilizzate dal personaggio Grip in Barnaby Rudge di Dickens, tra cui "Polly, metti su il bollitore, prenderemo tutti il tè"; "tieni alto il morale" e "Bow, wow, wow".
Seppellì mezzo penny e formaggio nel giardino fuori casa. In una lettera ad Angela Burdett-Coutts, Dickens raccontò come l'uccello avesse anche seppellito diverse patate crude, una spazzola e un grande martello che si pensava fosse stato rubato da un falegname.
Grip era nota per "infastidire i cavalli, gli animali domestici e i bambini di casa Dickens". Terrorizzava il cane della famiglia Dickens, un Terranova, rubandogli la cena da sotto al naso, e una volta diede un "brutto morso" all'uomo che si occupava dei cavalli. Grip morse anche le caviglie dei bambini. Dopo un incidente in cui Grip morse uno dei bambini, Catherine Dickens insistette affinché il corvo vivesse nel capanno. In seguito Grip dormiva nella rimessa delle carrozze, "generalmente su un cavallo".
Grip usava il suo becco per strappare sezioni di superfici dipinte, un comportamento tipico dei corvidi. La carrozza della famiglia era uno dei suoi obiettivi.

## Avvelenamento da piombo e morte

La morte di Grip, il corvo in Barnaby Rudge di Dickens. Con un brano dattiloscritto del libro che tratta del corvo 15 giugno 1841

Nel 1840 la stalla in cui dormiva Grip fu dipinta di fresco. Grip notò l'attenzione che gli imbianchini avevano prestato alla vernice e, dopo che furono andati a cena, bevve la vernice bianca che avevano lasciato. La vernice era a base di piombo e, secondo Dickens, Grip mangiò “un chilo o due di piombo bianco”.
Grip si riprese, ma si ammalò nel marzo del 1841. Fu chiamato un veterinario che somministrò al corvo "una potente dose di olio di ricino". Inizialmente Dickens pensò che la medicina avesse funzionato, poiché Grip morse il cocchiere, il che indicava che era stata riportata alla sua personalità abituale. Sebbene Grip sia stata in grado di ingerire una pappa calda la mattina successiva, la sua guarigione non durò e morì il 12 marzo 1841.
Dickens ricordò la morte di Grip in una lettera a Daniel Maclise:
Dickens stesso nutrì il sospetto che Grip fosse stato vittima di un avvelenamento intenzionale, indicando un "macellaio malintenzionato" e l'editore Charles Knight. Fece eseguire un esame post-mortem del corvo presso la scuola di anatomia di un certo signor Herring.

## Come ispirazione letteraria
Dickens scrisse della sua idea di presentare Grip come personaggio nel suo libro Barnaby Rudge in una lettera del 28 gennaio 1841 all'artista George Cattermole. Dickens raccontò: “Essendo Barnaby un idiota, la mia idea è di farlo stare sempre in compagnia di un corvo domestico, che è immensamente più intelligente di lui. A questo scopo ho studiato il mio uccello e penso che potrei farne un personaggio molto singolare".

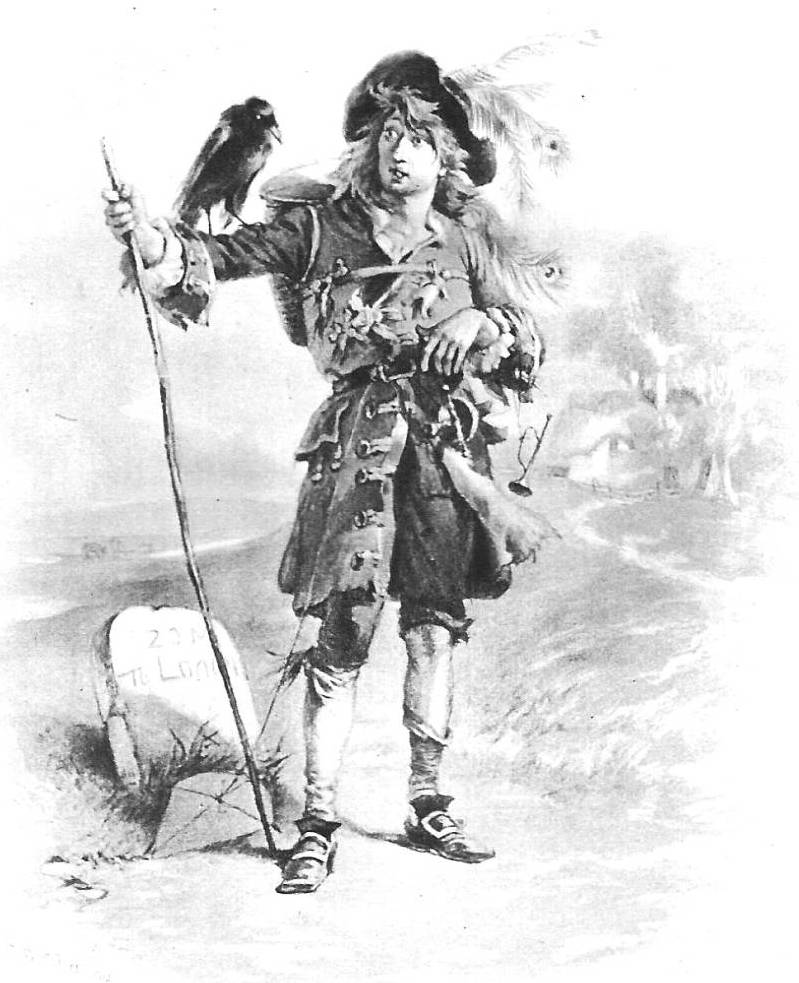
Barnaby Rudge e Grip the Raven, fotoincisione di Felix O. C. Darley (1888).

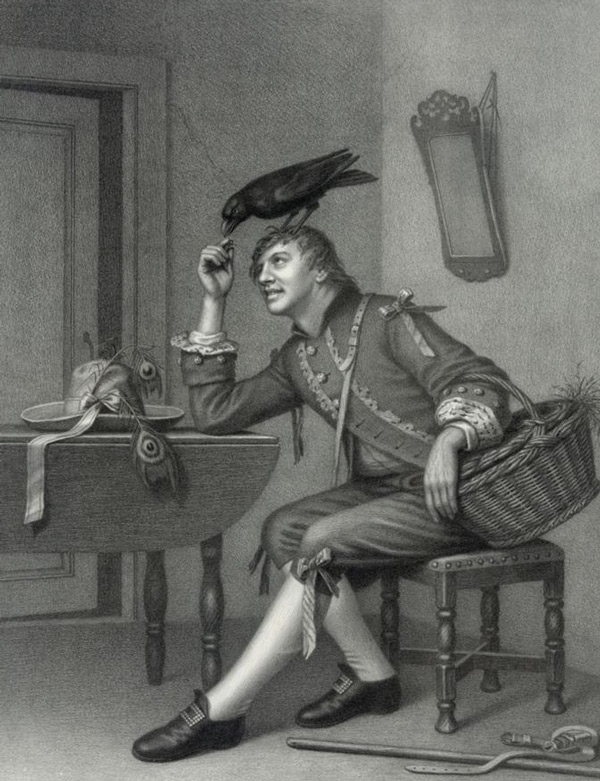
Il personaggio Barnaby Rudge con Grip appollaiato sulla testa

Edgar Allan Poe scrisse due recensioni del romanzo a puntate per il Graham's Magazine, prima nel maggio 1841 dopo la pubblicazione di tre puntate e poi nel febbraio 1842 dopo la conclusione del romanzo. Poe apprezzò il personaggio di Grip, ma considerò Barnaby Rudge un omicidio fallito e caratterizzò l'epilogo come "estremamente debole e inefficace". Scrisse:
Durante il viaggio di Dickens negli Stati Uniti nel 1842, lui e Poe si incontrarono due volte a Filadelfia. Dickens aveva portato il ritratto dei suoi figli e di Grip. Si dice che Poe sia stato “deliziato” nell'apprendere che Grip fosse basato su un uccello reale.
Poe scrisse Il corvo due anni dopo la visita di Dickens a Filadelfia ed “entrambi si incontrarono e si lamentarono della violazione del copyright”, secondo il docente dell'Università La Salle Edward G. Pettit.
Il personaggio di Grip e il corvo stesso sono generalmente considerati dagli studiosi di Poe come ispiratori della sua poesia del 1845 Il corvo. Poe la pubblicò per la prima volta nel gennaio 1845 sull'Evening Mirror di New York.

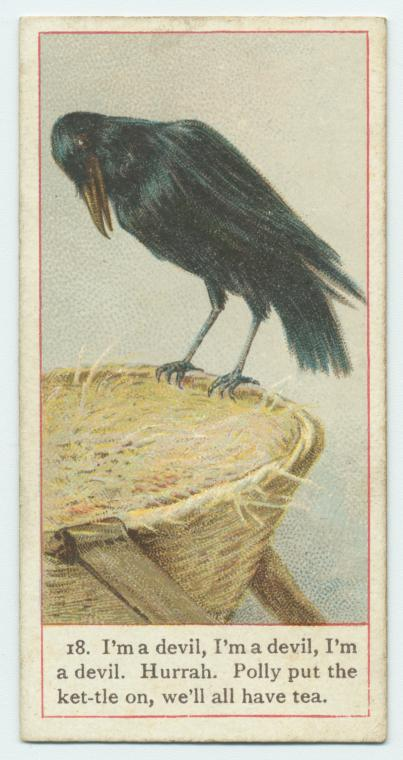
Una cartina per sigarette che raffigura il Grip di Barnaby Rudge, mentre pronuncia alcune delle sue frasi preferite.

Le somiglianze tra il corvo di Poe e il personaggio di Grip di Dickens hanno attirato i commenti di molti recensori e studiosi di letteratura. Un distico in A Fable for Critics (1848) di James Russell Lowell collega il corvo di Poe a Grip di Dickens: “Ecco che arriva Poe con il suo corvo, come Barnaby Rudge, / per tre quinti genio e per due quinti pura fuffa”.
Le frasi di Nevermore pronunciate dal corvo di Poe sono simili alle frasi di Grip "Never say die" e "Nobody".
Alla fine del quinto capitolo di Barnaby Rudge, Grip fa un rumore e qualcuno chiede: “Che cos'è stato: lui che bussa alla porta?”. Un altro personaggio risponde: “È qualcuno che bussa piano alla porta”. Questo linguaggio assomiglia ai versi della poesia di Poe: “Mentre dormivo, quasi sonnecchiando, all'improvviso arrivò un picchiettio, come di qualcuno che bussa dolcemente, che bussa alla porta della mia camera”.

## Tassidermia
Dopo la morte di Grip nel 1841, Dickens la fece imbalsamare da un tassidermista, la trattò con l'arsenico e la montò su un ramo in una teca di vetro di 27“ x 25” (69 x 63 cm). Per la teca Dickens fornì dei rami dalla sua casa di campagna, Gads Hill Place.
Si dice che Dickens avesse montato Grip sopra la scrivania del suo studio o sulla mensola del camino della sua biblioteca. Il corvo rimase lì fino alla morte di Dickens nel 1870.

## Altri Grip
Dopo la morte di Grip, Dickens si procurò un nuovo corvo che chiamò con lo stesso nome, oltre a un'aquila. Il secondo corvo proveniva da un pub nello Yorkshire. Dickens scrisse che l'uccello era più stupido del precedente e sua figlia Mary menzionò nelle sue memorie che il secondo Grip era “malizioso e impudente”.
Il terzo Grip fu descritto dal figlio di Dickens, Henry Fielding Dickens, come dominatore degli altri animali domestici della famiglia, compreso il loro cane Turk, un mastiff che permetteva al corvo di mangiare il suo cibo.

## Asta di un cadavere tassidermizzato
Dopo la morte di Dickens nel 1870, i resti tassidermizzati di Grip furono venduti all'asta da Christie's insieme agli altri suoi beni. Il corvo fu registrato come “Il corvo preferito del signor Dickens - in una custodia smaltata”. Secondo i giornali londinesi dell'epoca, Grip era “oggetto di un'accesa rivalità nella sala vendite di Christie's”. Un giornale riportava che:
Fu acquistata da George Swan Nottage per 120 ghinee. In qualità di proprietario della London Stereoscopic and Photographic Company, potrebbe aver acquistato il corvo per creare immagini stereoscopiche di lei. Sua moglie ereditò Grip alla sua morte nel 1885 e quando morì nel 1916, il corvo fu messo nuovamente all'asta, questa volta per 78 ghinee. Grip passò poi nelle mani del proprietario di una libreria di seconda mano Walter Thomas Spencer, prima di essere acquistato da Ralph Tennyson Jupp, un collezionista di cimeli dickensiani. Jupp morì nel 1921 e Grip fu venduta per 310 dollari presso le Anderson Galleries di New York. Alla fine fu acquistata dall'uomo d'affari americano Richard Gimbel. Quando Gimbel morì nel 1970, la sua collezione di ephemera di Poe, compresa Grip, fu lasciata al Dipartimento dei Libri Rari della Free Library of Philadelphia.
Il corpo di Grip è rimasto vent'anni in deposito presso la Free Library of Philadelphia, nascosto in un armadio sotto una tela etichettata come “L'uccello più famoso del mondo”. Nel 1993 è stata sottoposto a un restauro completo presso l'Accademia di Scienze Naturali della Drexel University. Le carcasse essiccate di 12 coleotteri sono state trovate sui suoi artigli e nel recinto. Almeno uno dei coleotteri era un coleottero sigaretta (Lasioderma serricorne). Il corvo è stato fumigato e liofilizzato prima di essere restituito alla biblioteca. Grip è attualmente in mostra nel Dipartimento Libri Rari al terzo piano della Parkway Central Library. della Free Library di Philadelphia. Si trova di fronte alla lapide di Dick, un altro uccello domestico, un canarino, di Dickens, sepolto a Gads Hill Place nel Kent. Durante una visita alla biblioteca, il pronipote di Charles Dickens, Gerald Charles Dickens, l'ha indicata e ha detto: “Guarda quella bestia, è terrificante”.

## Eredità
Grip è stato nominato un punto di riferimento letterario dall'American Library Association nel 1999.
Oltre ai due corvi successivi di Dickens a cui fu dato lo stesso nome, molti corvi sono stati chiamati con il nome di Grip; tra questi, tre dei corvi della Torre di Londra, l'ultimo nel 2012.
Un libro per bambini su Grip, A Raven Named Grip: How a Bird Inspired Two Famous Writers, Charles Dickens and Edgar Allan Poe (Un corvo chiamato Grip: come un uccello ha ispirato due famosi scrittori, Charles Dickens e Edgar Allan Poe), è stato scritto da Marilyn Singer nel 2021.

## Particolarità
1. ↑  Si pensa che il tassidermista che imbalsamò Grip abbia ispirato il personaggio di Mr. Venus del romanzo di Dickens Il nostro comune amico.[22]
2. ↑  Grip non era l'unico animale domestico che Dickens aveva impagliato. Fece trasformare una zampa del suo gatto Bob in un tagliacarte.[23]
3. ↑  Lo spelling del nome dei corvi della Torre di Londra è Gripp.[31]